# Oxyethira kingi
Oxyethira kingi är en nattsländeart som beskrevs av Ralph W. Holzenthal och Darcy B. Kelley 1983. Oxyethira kingi ingår i släktet Oxyethira och familjen smånattsländor. Inga underarter finns listade i Catalogue of Life.